# 長吻副齒脂鯉
長吻副齒脂鯉（学名：Deuterodon longirostris）為輻鰭魚綱脂鯉目脂鯉亞目脂鯉科的其中一種熱帶淡水魚，其种加词“longirostris”意为“长吻的”。分布於南美洲巴西聖保羅Cubatao河流域，體長可達9.1公分，棲息底中層水域，生活習性不明。